# Joan Truyols
Joan Guillem Truyols Mascaró (ur. 11 listopada 1989 w Palma de Mallorca) – hiszpański piłkarz występujący na pozycji obrońcy w RCD Mallorca.